# 大谷五花村

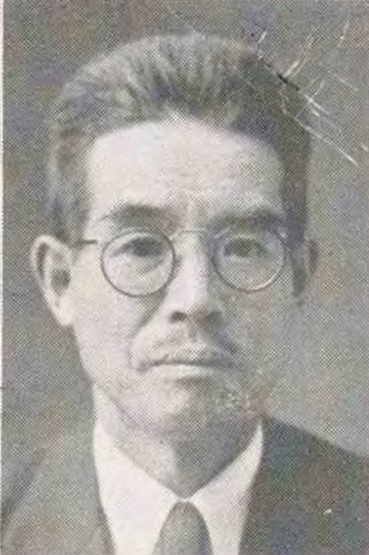
大谷五花村

大谷 五花村（おおや ごかそん、明治24年（1891年）7月27日 - 昭和33年（1958年）4月26日）は、政治家、作家。本名・五平（ごへい）。

## 経歴
1891年（明治24年）、福島県五箇村（現白河市借宿）に生まれる。幼名を五一郎といった。
五箇尋常高等小学校（現五箇小学校）、福島県立安積中学校（現福島県立安積高等学校）に学び、久米正雄とクラスメートになり、深い親交を結んだ。この頃より短詩型文芸に興味を持ち、川柳や里謡等を作り始め新聞や雑誌に投稿するようになった。
1912年（明治45年）4月、明治大学に進学。在学中に川柳復興運動の先頭に立って活躍した井上剣花坊について川柳を学ぶ。「大正川柳」発行の際には会員になり、後に同人となり活躍した。
明大卒業後は、家業の醸造業にたずさわるかたわら、川柳作家として活躍し、全国的に高い名声を得る。当時、文壇で活躍していた吉川英治とは深い親交があり、川柳作家として共に名声の高かった川上三太郎、前田雀郎等とは共に川柳を文学として広めるよう努めた。
作家活動の傍らで、実業家として白川実業銀行頭取、棚倉電気株式会社取締役、白河電灯株式会社取締役、郡山商業銀行取締役などを歴任した。また政治活動にも励み、1923年（大正12年）に請われて五箇村長に就任し、1928年（昭和3年）に再任。1939年（昭和14年）9月29日 ～1946年（昭和20年）4月23日には貴族院議員を務め、1942年（昭和17年）～1945年（昭和20年）には白河町長を務めた。その後、公職追放となった。
1958年（昭和33年）4月26日、永眠。

## 句集
- 五花村集独活　吉成剣突坊編（1926年、東北毎日新聞社）
- 五花村句集　川柳叢書第15篇（1934年、川柳叢書刊行会）
- 能因大谷五花村句集　川柳能因会編（2007、駒木一枝　白河市ふるさと文化振興基金助成事業川柳能因創立八十周年記念）